# Camilo Ugo Carabelli
Camilo Ugo Carabelli (Buenos Aires, 17 de junio de 1999) es un tenista argentino.
Ugo Carabelli alcanzó su máximo ranking ATP en individuales, puesto 47°, el 28 de julio de 2025. En dobles, su puesto más alto es el 232° logrado el 21 de marzo de 2022.

## Trayectoria
Ugo Carabelli ganó su primer título individual Challenger en Varsovia 2021, luego de vencer en la final a Nino Serdarušić por 6-4, 6-2. Previamente había vencido a Maks Kasnikowski en primera ronda, al máximo favorito al título Daniel Altmaier en segunda ronda, a Nicolás Jarry en cuartos de final y a Javier Cosano Barranco en la semifinal.
El 1 de mayo de 2022 obtuvo su segundo Challenger en Tigre II venciendo en la final a Andrea Collarini por 7-5 y 6-2.
Accedió al cuadro principal de Roland Garros 2022 venciendo en su primera participación en la clasificación a Yuichi Sugita, Ernesto Escobedo y Alexander Ritschard. En primera ronda derrotó a Aslan Karatsev, número 39 del ranking por 6-3, 4-6, 6-4, 3-6 y 7-6(5). En la siguiente ronda cayó ante el número 9 del mundo, Félix Auger-Aliassime por 0-6, 3-6 y 4-6.
El 14 de agosto de 2022 gana su tercer título Challenger, en Lima, ante Thiago Tirante. Al día siguiente, consigue entrar al top 100 del ranking ATP por primera vez.

## Títulos ATP Challenger (8; 8+0)

### Individuales (8)
| N.º | Fecha                    | Torneo                    | Superficie    | Oponente               | Resultado        |
| --- | ------------------------ | ------------------------- | ------------- | ---------------------- | ---------------- |
| 1.  | 29 de agosto de 2021     | Challenger de Varsovia    | Tierra batida | Nino Serdarušić        | 6-4, 6-2         |
| 2.  | 1 de mayo de 2022        | Challenger de Tigre II    | Tierra batida | Andrea Collarini       | 7-5, 6-2         |
| 3.  | 14 de agosto de 2022     | Challenger de Lima I      | Tierra batida | Thiago Agustín Tirante | 6-2, 7-6(4)      |
| 4.  | 24 de septiembre de 2023 | Challenger de Antofagasta | Tierra batida | Tristan Boyer          | 3-6, 6-1, 7-5    |
| 5.  | 4 de febrero de 2024     | Challenger de Piracicaba  | Tierra batida | Federico Coria         | 7-5, 6-4         |
| 6.  | 10 de marzo de 2024      | Challenger de Santa Cruz  | Tierra batida | Murkel Dellien         | 6-4, 6-2         |
| 7.  | 13 de octubre de 2024    | Challenger de Villa María | Tierra batida | Jesper de Jong         | 7-6(3), 3-6, 6-4 |
| 8.  | 9 de febrero de 2025     | Challenger de Rosario     | Tierra batida | Hugo Dellien           | 3-6, 6-3, 6-2    |

#### Finalista (6)
| N.º | Fecha                  | Torneo                   | Superficie    | Oponente            | Resultado           |
| --- | ---------------------- | ------------------------ | ------------- | ------------------- | ------------------- |
| 1.  | 3 de octubre de 2021   | Challenger de Lima I     | Tierra batida | Hugo Dellien        | 3-6, 5-7            |
| 2.  | 29 de enero de 2022    | Challenger de Santa Cruz | Tierra batida | Francisco Cerúndolo | 4-6, 3-6            |
| 3.  | 8 de octubre de 2023   | Challenger de Campinas   | Tierra batida | Thiago Monteiro     | 6-3, 4-6, 4-6       |
| 4.  | 22 de junio de 2024    | Challenger de Poznań     | Tierra batida | Maks Kasnikowski    | 6-3, 4-6, 3-6       |
| 5.  | 7 de julio de 2024     | Karlsruhe                | Tierra batida | Jozef Kovalík       | 3-6, 6-7(2)         |
| 6.  | 1 de diciembre de 2024 | Challenger de Temuco     | Dura          | Hady Habib          | 4-6, 7-6(3), 6-7(2) |